# Cosmoconus biflavus
Cosmoconus biflavus là một loài tò vò trong họ Ichneumonidae.